# Budok

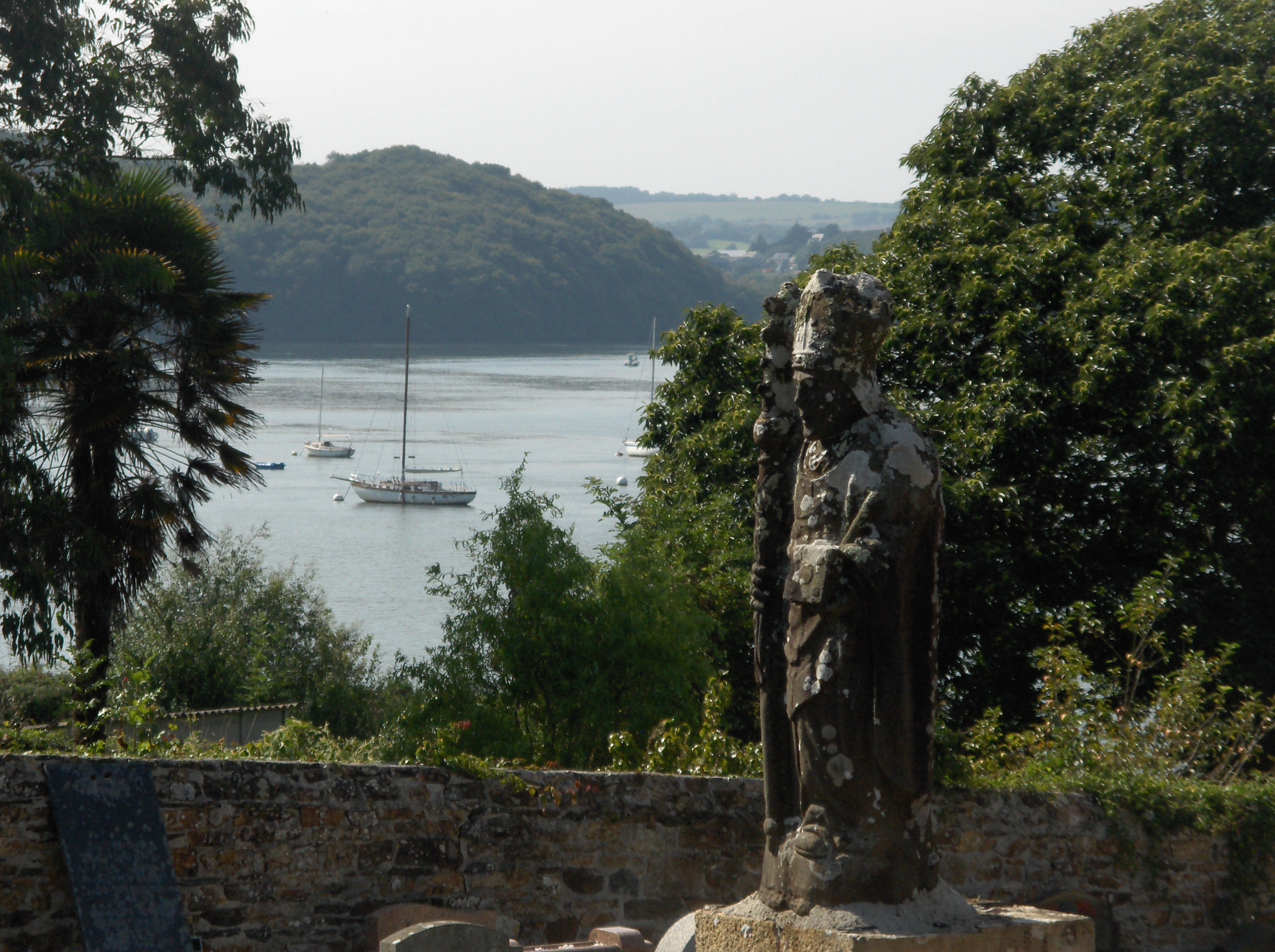
Św. Budok (Trégarvan)

Budok (?) – święty katolicki, biskup.
Jest jednym z trzech świętych noszących to imię. Jest wspominany jako biskup Dol. Bretońscy historycy dopatrują się w postaci św. Budoka podobieństw do Gwenola (Winwaleusza), który był bretońskim mnichem. Kult świętego obejmował swoim zasięgiem Kornwalię i Irlandię.
Według legendy spisanej w „Kronice z Saint-Brieuc”, jego matka została oskarżona o cudzołóstwo. Karą miało być zamknięcie brzemiennej w beczce i wrzucenie do morza. Budok miał przyjść na świat na morzu w beczce, która później wyrzucona została na brzegu w Irlandii. Dziecko miało wychować się w klasztorze. Kiedy został wybrany arcybiskupem jego surowość wywołała niezadowolenie wiernych i w konsekwencji udał się na emigrację do Dol.
Wspominany był 29 listopada.